# Mark Hoppus
Mark Allan Hoppus (15. marts 1972 i Ridgecrest, Californien), er en amerikansk musiker, musikproducer og tv-personlighed, nok bedst kendt som bassist og en af vokalisterne i bandet Blink-182.
Hoppus er født i Ridgecrest, Californien af Kerry Wernz og Tex Hoppus.
I 1992 dannede han med Tom DeLonge og Scott Raynor (senere erstattet af Travis Barker), bandet blink-182, med Hoppus som bassist og sanger. Mens de holdt en pause i 2005 spillede han med Barker i bandet +44, indtil den blev opløst i 2009, hvorefter Blink-182 blev genforenet.
Han giftede sig med Skye Everly den 2. december, 2000. I 2002 fik de sammen en søn, Jack Hoppus.

## Diskografi
Med Blink-182
- Cheshire Cat (1995)
- Dude Ranch (1997)
- Enema of the State (1999)
- Take off Your Pants and Jacket (2001)
- Blink-182 (2003)
- Neighborhoods (2011)
- Dogs Eating Dogs (2012)
- California (2015)
- California (Deluxe) [2016]
- NINE (2019)

Med +44
- When Your Heart Stops Beating (2006)